# San Mateo Ixtatán
San Mateo Ixtatán («San Mateo»: en honor a su santo patrono Mateo Apóstol; «Ixtatán»: del chuj, significa «Juguete de cal») es un municipio del departamento de Huehuetenango de la región nor-occidente de la República de Guatemala. Se encuentra a 2540 metros (8.330 pies) sobre el nivel del mar en la cordillera de los Cuchumatanes y cubre 560 kilómetros cuadrados (220 millas cuadradas) de terreno. Su clima es frío y está situado en un bosque de nubes. La temperatura fluctúa entre 0,5 y 20 °C (33 y 68 °F). Los meses más fríos son de noviembre a enero y los meses más calurosos son abril y mayo. La ciudad tiene una población de alrededor de dieciséis mil habitantes, y es el centro municipal de más treinta mil personas que viven en las aldeas de montaña de los alrededores. Cuenta con un mercado semanal los jueves y domingos. La fiesta de la ciudad anual se lleva a cabo desde el 17 de septiembre hasta el 21 de septiembre en honor a su patrón San Mateo. Los residentes de San Mateo pertenecen al grupo étnico maya chuj y hablan el idioma chuj, que no debe confundirse con baños Chuj, o salas de vapor de leña que son comunes en todo el altiplano central y occidental.
En 1529, luego de la conquista de Guatemala por las fuerzas españolas, tlaxcaltecas y cholultecas de Pedro de Alvarado, el poblado chuj original fue dado en encomienda al conquistador Gonzalo de Ovalle, junto con Santa Eulalia y Jacaltenango y luego, en 1549, pasó a ser una doctrina de los misioneros dominicos. Sin embargo, la población chuj de San Mateo Ixtatán resistió el dominio español durante más tiempo que sus vecinos del altiplano, gracias a su alianza con los lacandones en las tierras bajas del norte. En 1684, un consejo dirigido por Enrique Henríquez de Guzmán, el entonces gobernador de Guatemala, decidió ejecutar la reducción de San Mateo Ixtatán y Santa Eulalia, ambos dentro de la jurisdicción de administración colonial del corregimiento de Huehuetenango.
Después de la Independencia de Centroamérica en 1821, la constitución del Estado de Guatemala promulgada en 1825 creó los distritos para la administración de justicia; San Mateo Ixtatán era parte del distrito N.º9 (Totonicapán), específicamente en el circuito Jacaltenango.  A partir del 3 de abril de 1838, San Mateo Ixtatán fue parte de la región que formó el efímero Estado de Los Altos, hasta que esta fue recuperada por el general Rafael Carrera en 1840.
San Mateo Ixtatán tuvo que renunciar una parte de su territorio para crear el municipio de Nentón en 1876 y luchó por mantener sus tierras comunales ante las expropiaciones emprendidas por la Reforma Liberal. 
Su frontera con México fue establecida en 1896, tras el Tratado Herrera-Mariscal que suscribiera el presidente Justo Rufino Barrios en 1882 con el gobierno de México, y por medio del cual el gobierno guatemalteco renunció definitivamente a sus reclamos sobre el territorio de Soconusco y Guatemala perdió cerca de 10,300 km, catorce pueblos, diecinueve aldeas y cincuenta y cuatro rancherías, mientras que México perdió solamente un pueblo y veintiocho rancherías.  Fue tan nefasto el convenio para Guatemala, que el informe del director de la Comisión de Límites, el ingeniero Claudio Urrutia, fue confiscado por el gobierno del presidente Manuel Estrada Cabrera cuando se hizo público en 1900, y luego por el gobierno del licenciado Julio César Méndez Montenegro cuando se reimprimió en 1968.
En 1970 fue asignado a la Franja Transversal del Norte, y cuando a mediados de la década de 1970 se descubrió petróleo en la zona, los combates entre el Ejército de Guatemala y las fuerzas rebeldes del Ejército Guerrillero de los Pobres durante la Guerra Civil de Guatemala se recrudecieron; es más en 1977 hubo un conflicto entre la municipalidad de San Mateo Ixtatán y los pobladores, por le establecimiento de la empresa Cuchumaderas, que estaba estrechamente relacionada con los intereses de la cúpula militar que detentaba el poder político en esa década.
El 17 de enero de 2017 un grupo clandestino de hombres armados atacó a un grupo de vecinos de la comunidad que protestaba pacíficamente frente a la instalaciones de la hidroeléctrica Ixquisis;  tras el incidente los protestantes se dispersaron, pero reportaron que personas infiltradas atacaron a los guardianes de la maquinaria de la hidroeléctrica y que una persona resultó muerta por heridas de bala.
El 8 de noviembre de 2018, representantes de varias comunidades de San Mateo Ixtatán, autoridades locales y del Gobierno firmaron el Acuerdo para la Paz y el Desarrollo que busca detener los actos violentos que han afectado a ese municipio durante varios años, hechos causados por grupos opositores a la implementación de proyectos hidroeléctricos en el municipio.

## Toponimia
La derivación de «Ixtatán» es incierta aunque existen varias versiones que pretenden explicar el significado del término. 

### Nombre en castellano
Muchos de los nombres de los municipios y poblados de Guatemala constan de dos partes: el nombre del santo católico que se venera el día en que fueron fundados y una descripción con raíz náhuatl; esto se debe a que las tropas que invadieron la región en la década de 1520 al mando de Pedro de Alvarado estaban compuestas por soldados españoles y por indígenas tlaxcaltecas y cholultecas.  El topónimo «Ixtatán» proviene del idioma náhuatl, de las palabras «Ixtat» («sal») y «tan» («cerca» o «en sus cercanías»).

### Nombre en chuj
1. En idioma chuj proviene de los términos «Ixta» que significa «juguete» o «muñeca» y «Ta'anh» significa «lima», dando la traducción de «Juguete o una muñeca de lima». Existen muñecas de lima que todavía se pueden ver en la fachada del templo católico que se remonta a la época colonial.
2. Según el historiador Francisco Antonio de Fuentes y Guzmán, el nombre significa «Tierra de la Sal» de las palabras de «Stat» («sal») y «teail» («restre»).[17]

## Geografía física

### Clima
La cabecera municipal de San Mateo Ixtatán tiene clima templado:
| Parámetros climáticos promedio de San Mateo Ixtatán | Parámetros climáticos promedio de San Mateo Ixtatán | Parámetros climáticos promedio de San Mateo Ixtatán | Parámetros climáticos promedio de San Mateo Ixtatán | Parámetros climáticos promedio de San Mateo Ixtatán | Parámetros climáticos promedio de San Mateo Ixtatán | Parámetros climáticos promedio de San Mateo Ixtatán | Parámetros climáticos promedio de San Mateo Ixtatán | Parámetros climáticos promedio de San Mateo Ixtatán | Parámetros climáticos promedio de San Mateo Ixtatán | Parámetros climáticos promedio de San Mateo Ixtatán | Parámetros climáticos promedio de San Mateo Ixtatán | Parámetros climáticos promedio de San Mateo Ixtatán | Parámetros climáticos promedio de San Mateo Ixtatán |
| Mes                                                 | Ene.                                                | Feb.                                                | Mar.                                                | Abr.                                                | May.                                                | Jun.                                                | Jul.                                                | Ago.                                                | Sep.                                                | Oct.                                                | Nov.                                                | Dic.                                                | Anual                                               |
| --------------------------------------------------- | --------------------------------------------------- | --------------------------------------------------- | --------------------------------------------------- | --------------------------------------------------- | --------------------------------------------------- | --------------------------------------------------- | --------------------------------------------------- | --------------------------------------------------- | --------------------------------------------------- | --------------------------------------------------- | --------------------------------------------------- | --------------------------------------------------- | --------------------------------------------------- |
| Temp. media (°C)                                    | 12.8                                                | 12.9                                                | 14.4                                                | 14.9                                                | 14.5                                                | 14.6                                                | 14.1                                                | 14.0                                                | 14.3                                                | 13.5                                                | 13.5                                                | 13.6                                                | 13.9                                                |
| Precipitación total (mm)                            | 38                                                  | 27                                                  | 37                                                  | 77                                                  | 118                                                 | 260                                                 | 172                                                 | 171                                                 | 214                                                 | 179                                                 | 82                                                  | 36                                                  | 1411                                                |
| Fuente: Climate-Data.org                            |                                                     |                                                     |                                                     |                                                     |                                                     |                                                     |                                                     |                                                     |                                                     |                                                     |                                                     |                                                     |                                                     |

### Ubicación geográfica
Se encuentra a una distancia de 125 km de la cabecera departamental Huehuetenango y a 385 km de la ciudad capital Guatemala. Está rodeado por municipios del departamento de Huehuetenango, excepto al norte, en donde se encuentran los municipios Las Margaritas y La Independencia, del estado de Chiapas en México.
- Norte: Las Margaritas y La Independencia, municipios del Estado de Chiapas, México
- Sur: Santa Eulalia y San Sebastián Coatán, municipios de Huehuetenango
- Este: Santa Cruz Barillas
- Oeste=Nentón[19]

|               | Norte: Las Margaritas La Independencia  |                           |
| Oeste: Nentón |                                         | Este: Santa Cruz Barillas |
|               | Sur: Santa Eulalia San Sebastián Coatán |                           |

## Gobierno municipal
Los municipios se encuentran regulados en diversas leyes de la República, que establecen su forma de organización, lo relativo a la conformación de sus órganos administrativos y los tributos destinados para los mismos.  Aunque se trata de entidades autónomas, se encuentran sujetos a la legislación nacional y las principales leyes que los rigen desde 1985 son:
| N.º | Ley                                                | Descripción |
| --- | -------------------------------------------------- | --- |
| 1   | Constitución Política de la República de Guatemala | Tiene una regulación legal específica para los municipios en los artículos 253 al 262. |
| 2   | Ley Electoral y de Partidos Políticos              | Ley de carácter constitucional aplicable a los municipios en el tema de la conformación de sus autoridades electas. |
| 3   | Código Municipal                                   | Decreto 12-2002 del Congreso de la República de Guatemala. Tiene la categoría de ley ordinaria y contiene preceptos generales aplicables a todos los municipios, e inclusive contiene legislación referente a la creación de los municipios.             |
| 4   | Ley de Servicio Municipal                          | Decreto 1-87 del Congreso de la República de Guatemala. Regula las relaciones entra la municipalidad y los servidores públicos en materia laboral. Tiene su base constitucional en el artículo 262 de la constitución que ordena la emisión de la misma. |
| 5   | Ley General de Descentralización                   | Decreto 14-2002 del Congreso de la República de Guatemala. Regula el deber constitucional del Estado, y por ende del municipio, de promover y aplicar la descentralización y desconcentración económica y administrativa.                                |

El gobierno de los municipios está a cargo de un Concejo Municipal mientras que el código municipal —ley ordinaria que contiene disposiciones que se aplican a todos los municipios— establece que «el concejo municipal es el órgano colegiado superior de deliberación y de decisión de los asuntos municipales […] y tiene su sede en la circunscripción de la cabecera municipal»; el artículo 33 del mencionado código establece que «[le] corresponde con exclusividad al concejo municipal el ejercicio del gobierno del municipio».
El concejo municipal se integra con el alcalde, los síndicos y concejales, electos directamente por sufragio universal y secreto para un período de cuatro años, pudiendo ser reelectos.
Existen también las Alcaldías Auxiliares, los Comités Comunitarios de Desarrollo (COCODE), el Comité Municipal del Desarrollo (COMUDE), las asociaciones culturales y las comisiones de trabajo. Los alcaldes auxiliares son elegidos por las comunidades de acuerdo a sus principios y tradiciones, y se reúnen con el alcalde municipal el primer domingo de cada mes, mientras que los Comités Comunitarios de Desarrollo y el Comité Municipal de Desarrollo organizan y facilitan la participación de las comunidades priorizando necesidades y problemas.
Los alcaldes que ha habido en el municipio son:
- 2012-2016: Donato Santizo Alonzo[22]
- 2016-2020: Andrés Alonzo Pascual[1]

## Historia

### Época colonial

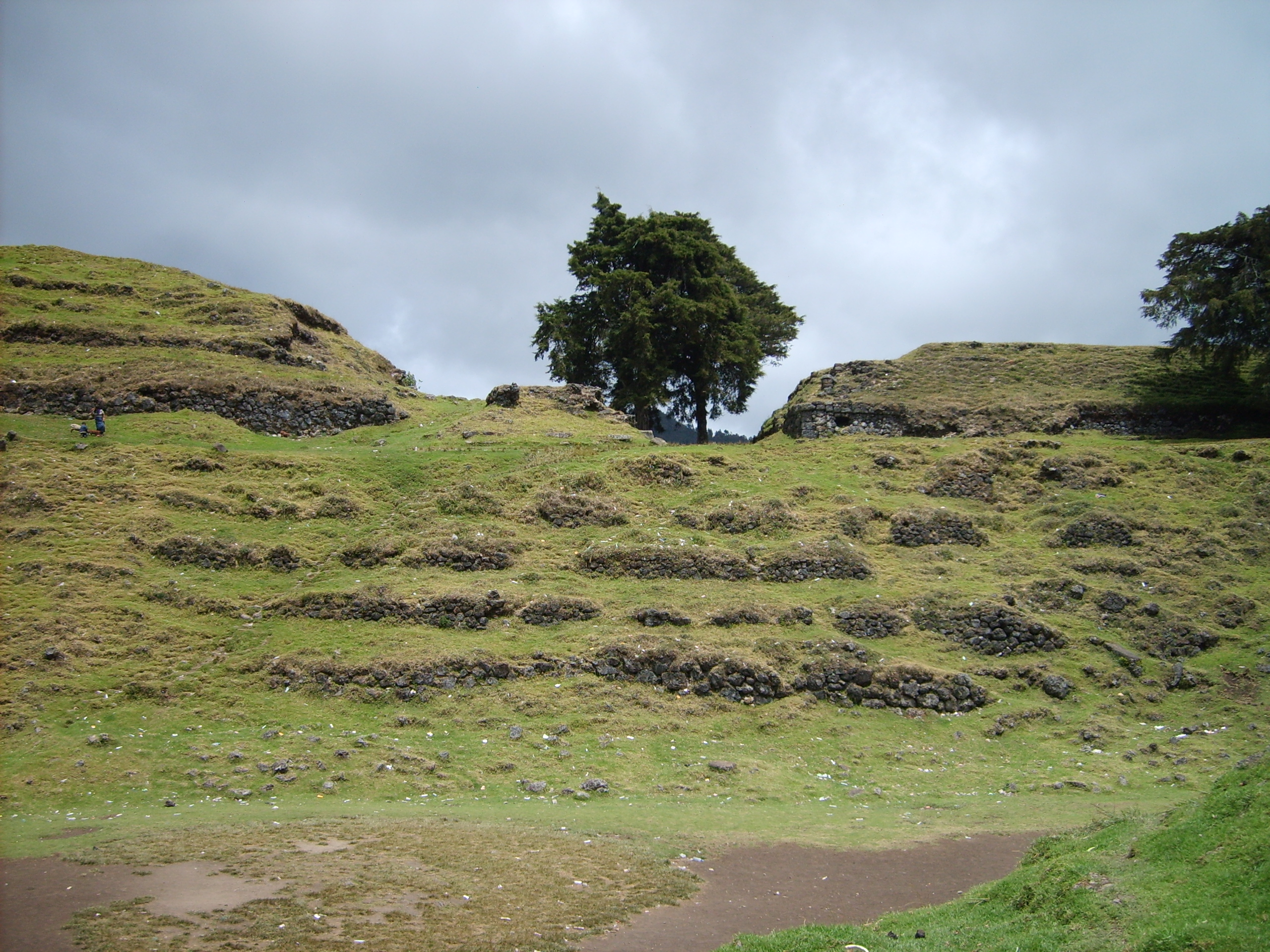
Ruinas de Wajxaklajunh (Templo No. 18)

En 1529 la ciudad chuj de San Mateo Ixtatán (entonces conocido por el nombre de Wajxaklajunh) fue dado en encomienda al conquistador Gonzalo de Ovalle, un compañero de Pedro de Alvarado, junto con Santa Eulalia y Jacaltenango. En 1549, se llevó a cabo la primera reducción de San Mateo Ixtatán bajo la supervisión de los misioneros dominicos, en el mismo tiempo que fue fundado Santa Eulalia, el asentamiento de reducción kanjobal. En 1560, otras reducciones kanjobales habían sido establecidas en San Pedro Soloma, San Juan Ixcoy y San Miguel Acatán. La resistencia kanjobal fue en gran parte pasiva, expresándose en el abandono de las reducciones españolas hacia las inaccesibles montañas y los bosques. En 1586, la Orden de la Merced construyó la primera iglesia de Santa Eulalia. La población chuj de San Mateo Ixtatán resistió el dominio español durante más tiempo que sus vecinos del altiplano. La resistencia de los chuj fue posible por su alianza con los lacandones en las tierras bajas del norte. Su resistencia era tan determinada que los chuj solo quedaron «pacificados», mientras duraron los efectos inmediatos de las expediciones españolas.
Las encomiendas no solamente organizaban a la población indígena como mano de obra forzada sino que era una manera de recompensar a aquellos españoles que se habían distinguido por sus servicios y de asegurar el establecimiento de una población española en las tierras recién descubiertas y conquistadas.  También servían como centro de culturización y de evangelización obligatoria pues los indígenas eran reagrupados por los encomenderos en pueblos llamados «Doctrinas», donde debían trabajar y recibir la enseñanza de la doctrina cristiana a cargo de religiosos de las órdenes regulares, y encargarse también de la manutención de los frailes.
En el siglo xvii, el misionero español Fray Alonso de León, informó que unas ochenta familias en San Mateo Ixtatán no rindieron tributo a la Corona Española ni asistieron a la misa católica. Describió a los habitantes como pendencieros y se quejó de que habían construido un templo pagano en los cerros entre las ruinas de antiguos templos precolombinos donde quemaban incienso y sacrificaron pavos en ofrenda. Informó también que cada mes de marzo, a dos leguas de la ciudad, construyeron hogueras alrededor de cruces de madera y les prendieron fuego. Fray de León informó a las autoridades coloniales que las prácticas de los nativos eran tales que eran cristianos solo de nombre. Finalmente, Fray de León fue expulsado de San Mateo Ixtatán por los lugareños.
En 1684, un consejo dirigido por Enrique Henríquez de Guzmán, el entonces gobernador de Guatemala, decidió ejecutar la reducción de San Mateo Ixtatán y Santa Eulalia, ambos dentro de la jurisdicción de administración colonial del corregimiento de Huehuetenango.
El 29 de enero de 1686, el Capitán Melchor Rodríguez Mazariegos, bajo las órdenes del gobernador, salió de Huehuetenango para dirigirse a San Mateo Ixtatán, donde reclutó guerreros indígenas de los pueblos cercanos, incluyendo 61 hombres de San Mateo mismo. Las autoridades coloniales españolas creían que los habitantes de San Mateo Ixtatán simpatizaron con la población aún no conquistada y muy hostil de la región lacandona, que incluyó partes de lo en el siglo XXI es el estado mexicano de Chiapas y la parte occidental de la cuenca del Petén. Con el fin de impedir que las noticias del avance español llegara a los habitantes de la región Lacandona, el gobernador ordenó la captura de tres líderes de la comunidad de San Mateo - siendo Cristóbal Domingo, Alonso Delgado y Gaspar Jorge - y los mandó bajo custodia para ser encarcelado en Huehuetenango. El propio gobernador llegó a San Mateo Ixtatán, el 3 de febrero, donde el capitán Rodríguez Mazariegos ya lo estaba esperando. El gobernador ordenó al capitán de permanecer en el pueblo y usarlo como base de operaciones para penetrar en la región Lacandona. Los misioneros españoles Fray Rivas y Fray Pedro de la Concepción también se quedaron en la ciudad. Luego, el gobernador Enríquez de Guzmán salió de San Mateo Ixtatán, dirigiéndose a Comitán en Chiapas, para entrar en la región Lacandona a través de Ocosingo.
En 1695, los españoles lanzaron una invasión de la Selva Lacandona con tres contingentes militares saliendo simultáneamente desde San Mateo Ixtatán, Cobán y Ocosingo. El capitán Rodríguez Mazariegos, acompañado por Fray Rivas, 6 otros misioneros y 50 soldados españoles, salió de Huehuetenango hacia San Mateo Ixtatán, logrando reclutar a doscientos guerreros indígenas de Santa Eulalia, San Juan Solomá y San Mateo mismo. Siguieron la misma ruta que la expedición de 1686. El 28 de febrero de 1695, los tres grupos salieron de sus respectivas bases de operaciones para conquistar la Selva Lacandona. El grupo de San Mateo se dirigió al noreste en la Selva Lacandona.

### Tras la Independencia de Centroamérica
La constitución del Estado de Guatemala promulgada el 11 de octubre de 1825 —y no el 11 de abril de 1836, como numerosos historiadores han reportado incorrectamente — creó los distritos y sus circuitos correspondientes para la administración de justicia según el Código de Lívingston traducido al español por José Francisco Barrundia y Cepeda; uno de los distritos fue el N.º9 (Totonicapán), el cual a su vez tenía varios circuitos, entre ellos el de Jacaltenango, al que estaba adscrito San Mateo Ixtatán.  Otros centros poblados del distrito eran Santa Ana Huista, San Marcos, San Antonio Huista, San Andrés, Concepción, Nentón, Petatán, San Miguel Acatán, San Juan Ixcoy, San Sebastián Coatán, Santa Eulalia, San Mateo Ixtatán, Ixcacao, Sajnabac, Paduano, Cajtavi, Lo de Alvarado y Montenegro.

### El efímero Estado de Los Altos

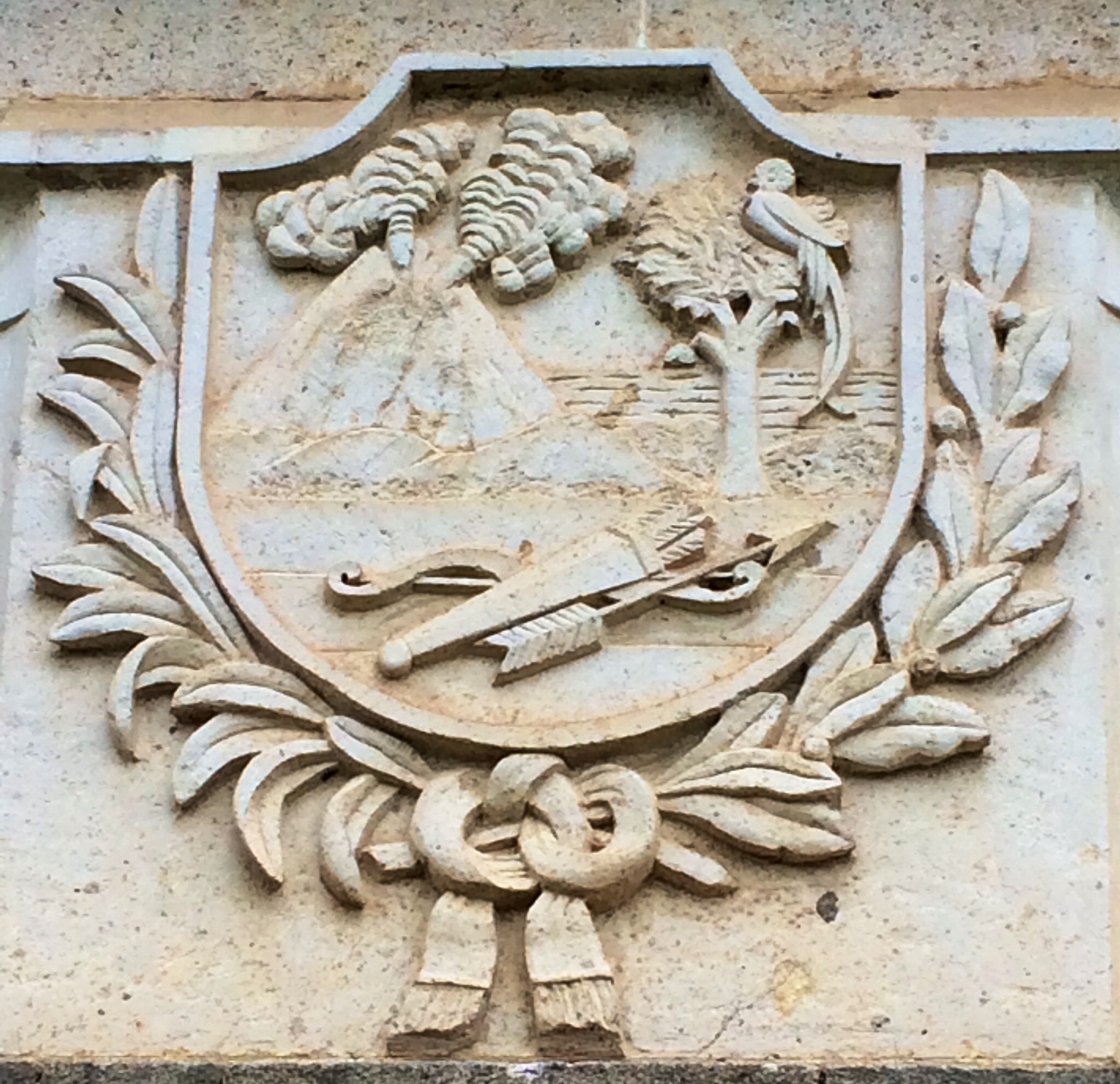
Escudo del Estado de los Altos

A partir del 3 de abril de 1838, San Mateo Ixtatán fue parte de la región que formó el efímero Estado de Los Altos, el cual fue autorizado por el Congreso de la República Federal de Centro América el 25 de diciembre de ese año forzando a que el Estado de Guatemala se reorganizara en siete departamentos y dos distritos independientes el 12 de septiembre de 1839:
- Departamentos: Chimaltenango, Chiquimula, Escuintla, Guatemala, Mita, Sacatepéquez, y Verapaz
- Distritos: Izabal y Petén[36]

El 25 de enero de 1840 tras meses de tensión se produjo la guerra entre ambos estados, y el general Rafael Carrera venció a las fuerzas del general Agustín Guzmán e incluso apresó a éste mientras que el general Doroteo Monterrosa venció a las fuerzas altenses del coronel Antonio Corzo el 28 de enero.  El gobierno quetzalteco colapsó entonces, pues aparte de las derrotas militares, los poblados indígenas abrazaron la causa conservadora de inmediato; al entrar a Quetzaltenango al frente de dos mil hombres, Carrera fue recibido por una gran multitud que lo saludaba como su «libertador».
Carrera impuso un régimen duro y hostil para los liberales altenses, pero bondadoso para los indígenas de la región —derogando el impuesto personal que les habían impuesto las autoridades altenses— y para los eclesiásticos restituyendo los privilegios de la religión católica. El 26 de febrero de 1840 el gobierno de Guatemala colocó a Los Altos bajo su autoridad y el 13 de agosto de nombró al corregidor de la región, el cual servía también como comandante general del ejército y superintendente.

### Tras la Reforma Liberal
San Mateo Ixtatán se vio obligado a renunciar una parte de su territorio para crear el municipio de Nentón en 1876 y luchó por mantener sus tierras comunales ante las expropiaciones emprendidas por la Reforma Liberal. A principios de la década de 1900, se promulgó una ley en Guatemala que el alcalde y los concejales deben ser ladinos.
Durante el gobierno liberal de Justo Rufino Barrios, la extrema pobreza y las migraciones forzadas a la costa sur fue creando un estado permanente de tensión en las comunidades del norte de Huehuetenango, y específicamente en San Mateo Ixtatán. Los propietarios de las plantaciones costeras ladinas enviado contratistas a San Mateo Ixtatán en días de mercado. Estos contratistas le dieron dinero a la gente local prometiendo duplicar o triplicar la cantidad si vinieron a trabajar en sus plantaciones de café y algodón. Los locales firmaron el documento asegurando su mano de obra, pero fueron esclavizados básicamente porque los contratos eran injustos y el trato inhumano. El 17 de julio de 1898, un contratista de plantación fue asesinado. Para encubrir el crimen, treinta ladinos más fueron asesinados. Uno de ellos sobrevivió e informó al ejército que respondió matando a trescientas diez personas de raza chuj de San Mateo Ixtatán.

### Comisión de Límites con México

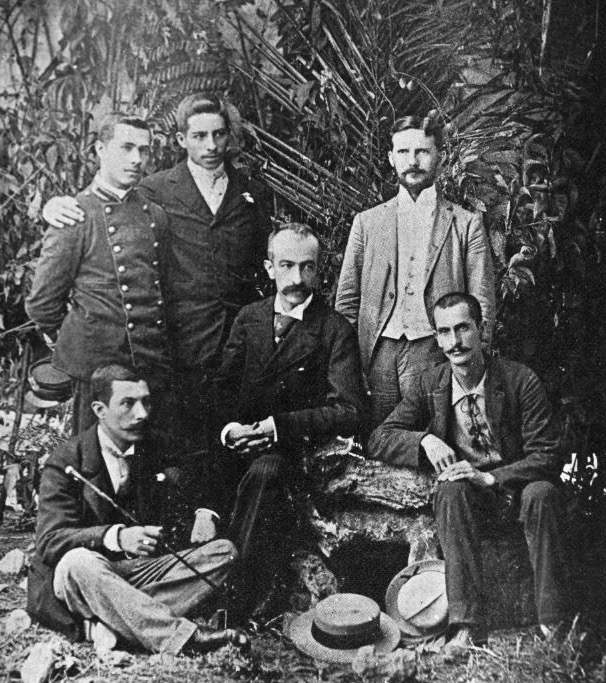
Comisión de ingenieros de Guatemala en el proyecto de la delimitación de límites con México.

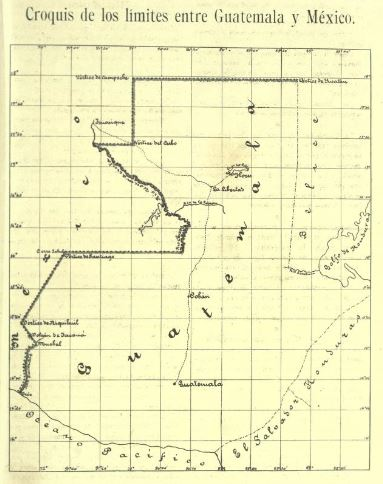
Croquis de los límites de Guatemala y México luego de que la comisión de límites concluyera los trabajos topográficos en 1896.

Los límites del municipio de San Mateo Ixtatán con los municipios en México fueron producto de una ardua labor que llevó varias décadas.  Todo se inició cuando en virtud del convenio celebrado en la capital de México el 7 de diciembre de 1877 por los representantes de ambos países, fueron nombradas dos comisiones de ingenieros, una por cada nación para que reconocieran la frontera y levantaran un plano que sirviera para las negociaciones entre los dos países; aunque solo se hizo un mapa de la frontera comprendida entre las faldas del volcán Tacaná y el océano Pacífico, se celebró la reunión del presidente Justo Rufino Barrios y Matías Romero, representante mexicano, en Nueva York el 12 de agosto de 1882, en la que se sentaron las bases para un convenio sobre límites, en las cuales hizo constar que Guatemala prescindía de los derechos que le asistieran sobre Chiapas y Soconusco y se fijaron los límites definitivos.  En noviembre de 1883, se dio principio al trazado de la frontera y al levantamiento del plano topográfico de sus inmediaciones, siendo jefe de la comisión guatemalteca el astrónomo Miles Rock, y sus colaboradores Edwin Rockstroh, Felipe Rodríguez, Manuel Barrera y Claudio Urrutia. En el primer año de trabajo se llegó únicamente al cerro Ixbul, y en el siguiente se buscó llegar al Río Usumacinta o al Río Chixoy, pero fue en extremo difícil debido a que no había caminos en el área.  
En su informe al Gobierno de la República de Guatemala en 1900, el ingeniero Claudio Urrutia indicó que: «[...] el tratado fue fatal para Guatemala. En todo con lo que la cuestión de límites se relacionó durante aquella época, existe algo oculto que nadie ha podido descubrir, y que obligó a las personas que tomaron parte en ello por Guatemala a proceder festinadamente o como si obligados por una presión poderosa, trataron los asuntos con ideas ajenas o de una manera inconsciente». Y luego continúa: «Guatemala perdió por una parte cerca de 15.000 km y ganó por otra, cosa de 5,140 km. Resultado: Una pérdida de 10,300 km. Guatemala perdió catorce pueblos, diecinueve aldeas y cincuenta y cuatro rancherías, con más de 15,000 guatemaltecos, mientras que México perdió un pueblo y veintiocho rancherías con 2500 habitantes: júzguese la equidad en las compensaciones».

### Franja Transversal del Norte
La Franja Transversal del Norte fue creada oficialmente durante el gobierno del general Carlos Arana Osorio en 1970, mediante el Decreto 60-70 en el Congreso de la República, para el establecimiento de desarrollo agrario. Las Zonas de Desarrollo Agrario estaban comprendidas dentro de los municipios: Santa Ana Huista, San Antonio Huista, Nentón, Jacaltenango, San Mateo Ixcatán, y Santa Cruz Barillas en Huehuetenango; Chajul y San Miguel Uspantán en el Quiché; Cobán, Chisec, San Pedro Carchá, Lanquín, Senahú, Cahabón y Chahal, en Alta Verapaz y la totalidad del departamento de Izabal.
A mediados de la década de 1970, se descubrió petróleo en la zona y altos oficiales guatemaltecos —incluyendo los expresidentes Fernando Romeo Lucas García y Kjell Eugenio Laugerud García— se convirtieron entonces en grandes terratenientes e inversionistas aprovechando las políticas de traslado de campesinos, acceso a información privilegiada, ampliación del crédito público y grandes proyectos de desarrollo; de hecho, la oficialidad guatemalteca formó el Banco del Ejército, y diversificó sus fondos de pensión.  Pero la presencia del Ejército Guerrillero de los Pobres en el departamento de Quiché, especialmente en la región petrolera de Ixcán, hizo que la guerra civil se recrudeciera en el área y los proyectos no se llevaran a cabo.  La región quedó en un parcial abandono hasta 2008, que se inició la construcción de la carretera en la franja.

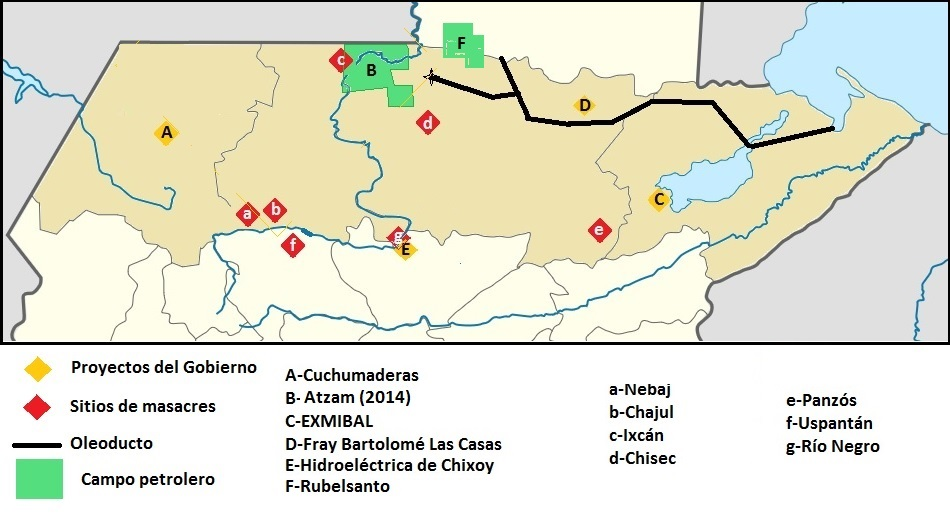
Ubicación de proyectos gubernamentales y de masacres en el área de la Franja Transversal del Norte. Obsérvese el campo petrolero de Atzam que se encuentra operativo en Ixcán.

### Caso Cuchumaderas
En 1977 la municipalidad de San Mateo Ixtatán había firmado un contrato con la empresa Cuchumaderas para el «saneamiento, reforestación, mantenimiento y explotación de los bosques, basados en la urgente necesidad de aprovechar y mantener los recursos naturales atacados por el gorgojo del pino». Al enterarse del trato entre la municipalidad y la empresa, los pobladores de la localidad obligaron a las autoridades a realizar un cabildo abierto y explicar las características del compromiso; cada uno de los miembros de la corporación municipal dio su información, evidenciándose contradicciones que condujeron a que en esa misma sesión renunciara el alcalde. Pese a las amenazas que recibieron algunos vecinos de San Mateo, éstos organizaron un comité local para defender el bosque, iniciando una demanda legal contra la empresa. Como consecuencia, el proceso de extracción del bosque quedó detenido.
Cuchumaderas estaba estrechamente relacionada con los intereses de la cúpula militar que detentaba el poder político en la década de 1970, y que se extendía a todo lo largo del territorio definido de la FTN. La riqueza forestal de San Mateo Ixtatán le hacía blanco de los intereses económicos en la Franja Transversal del Norte. Ronald Hennessey, párroco de San Mateo Ixtatán durante la Guerra Civil de Guatemala arribó en octubre de 1980, en medio de la lucha del pueblo mateano contra la presencia de Cuchumaderas y sus negocios y acusó en sus escritos como socios de Cuchumaderas a Lucas García, quien aún era director de la FTN cuando Cuchumaderas se fundó, el general Otto Spiegler Noriega, quien era el jefe del Estado Mayor del Ejército y luego sería ministro de la Defensa de Lucas García; Jorge Spiegler Noriega, gerente del Instituto Nacional Forestal (INAFOR), y el entonces coronel Rodolfo Lobos Zamora, comandante de la Zona Militar de Quiché.  Sin embargo, investigaciones posteriores en el Registro Mercantil, mostraron que el propietario de la empresa era una persona diferente: era el ingeniero Fernando Valle Arizpe —quien falleció el 26 de octubre de 2010— conocido por haber sido esposo de la periodista Irma Flaquer hasta 1965.  Valle Arizpe había desarrollado relaciones estrechas con altos funcionarios o allegados al gobierno de Lucas García, especialmente Donaldo Álvarez Ruiz, el ministro de Gobernación.

### Caso Hidroeléctrica Ixquisis
El 17 de enero de 2017 un grupo clandestino de hombres armados atacó a un grupo de vecinos de la comunidad que protestaba pacíficamente frente a la instalaciones de la hidroeléctrica Ixquisis;  tras el incidente los protestantes se dispersaron, pero reportaron que personas infiltradas atacaron a los guardianes de la maquinaria de la hidroeléctrica y que una persona resultó muerta por heridas de bala. Además se reportó camión propiedad de la hidroeléctrica en llamas, el que habría sido incendiado por los infiltrados en la protesta pacífica.

### Acuerdo de paz en San Mateo Ixtatan
Representantes de varias comunidades de San Mateo Ixtatán, Huehuetenango, autoridades locales y del Gobierno firmaron el Acuerdo para la Paz y el Desarrollo que busca detener los actos violentos que han afectado a ese municipio durante varios años, hechos causados por grupos opositores a la implementación de proyectos hidroeléctricos en el municipio.

## Economía

### Producción de sal
Agua altamente saturada de sal proviene de la tierra en varios pozos sagrados. Históricamente, se dice que muchos viajaron a través de San Mateo Ixtatán buscando la sal que se produce allí. Muchos se reúnen para rezar frente a los pozos a la diosa de la sal, Atz'am. Las mujeres acarrear el agua salada por la ladera de largo en jarras de plástico, donde lo utilizan como es o hervir para hacer un sabroso sal, blanco. La sal más famosa es la "K'ik Atz'am (Sal Negra)".
Esta se hace por unas pocas mujeres en la actualidad mediante la adición de un ingrediente secreto al agua salada.
La sal de negra es muy sabrosa y muy apreciada. Se dice que tiene poderes curativos para el tratamiento de dolencias del estómago y dolor de cabeza.
Las minas de sal están gestionadas por la oficina del alcalde y están abiertas de lunes a sábado de 1 a 5 p. m..

## Turismo

### Sitios arqueológicos
Dentro de la ciudad de San Mateo Ixtatán, no están protegidos, pero no se ha excavado en los sitios arqueológicos. La más grande que se conoce como Yol K'u que significa "Dentro del sol" (Inside the Sun) o el significado Wajxaklajunh («dieciocho años»). Se trata de una espectacular ubicación en un promontorio, rodeado por cuatro grandes montículos. Se dice que fue un templo astronómico. Otro sitio llamado K'atepan («Templo Antiguo») y se puede ver en Yol K'u en el otro lado del valle y los medios del antiguo templo en el idioma chuj. Se encuentra justo al norte de San Mateo.
El sitio arqueológico de Curvao en San Mateo Ixtatán se ha fechado en el período clásico.

### Traje típico
La vestimenta tradicional de San Mateo Ixtatán para hombres y mujeres sigue siendo visto dentro de la comunidad. Los hombres utilizan un capixay de lana. Está hecho de dos piezas de tejido de lana de oveja de color marrón o negro, cosidas a los lados dejando las mangas para los brazos abiertos. Las mujeres tradicionalmente usan un corte o wrap-around de largo, falda maya. Por lo general, rojo con rayas blancas, verdes y negros. Pañuelos de algodón están vinculados en su pelo. Huipil de la mujer o la parte superior es un brillante de varios colores, tejidos a mano poncho de algodón con cuello de encaje. Se dice que un huipil de tamaño completo de San Mateo Ixtatán se crea en unos 9 meses a un año.